# Трава пустырника

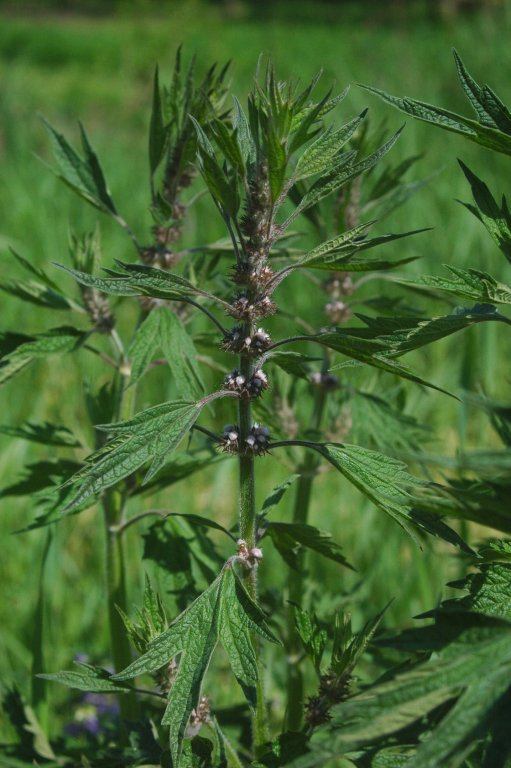
Пустырник сердечный во время цветения

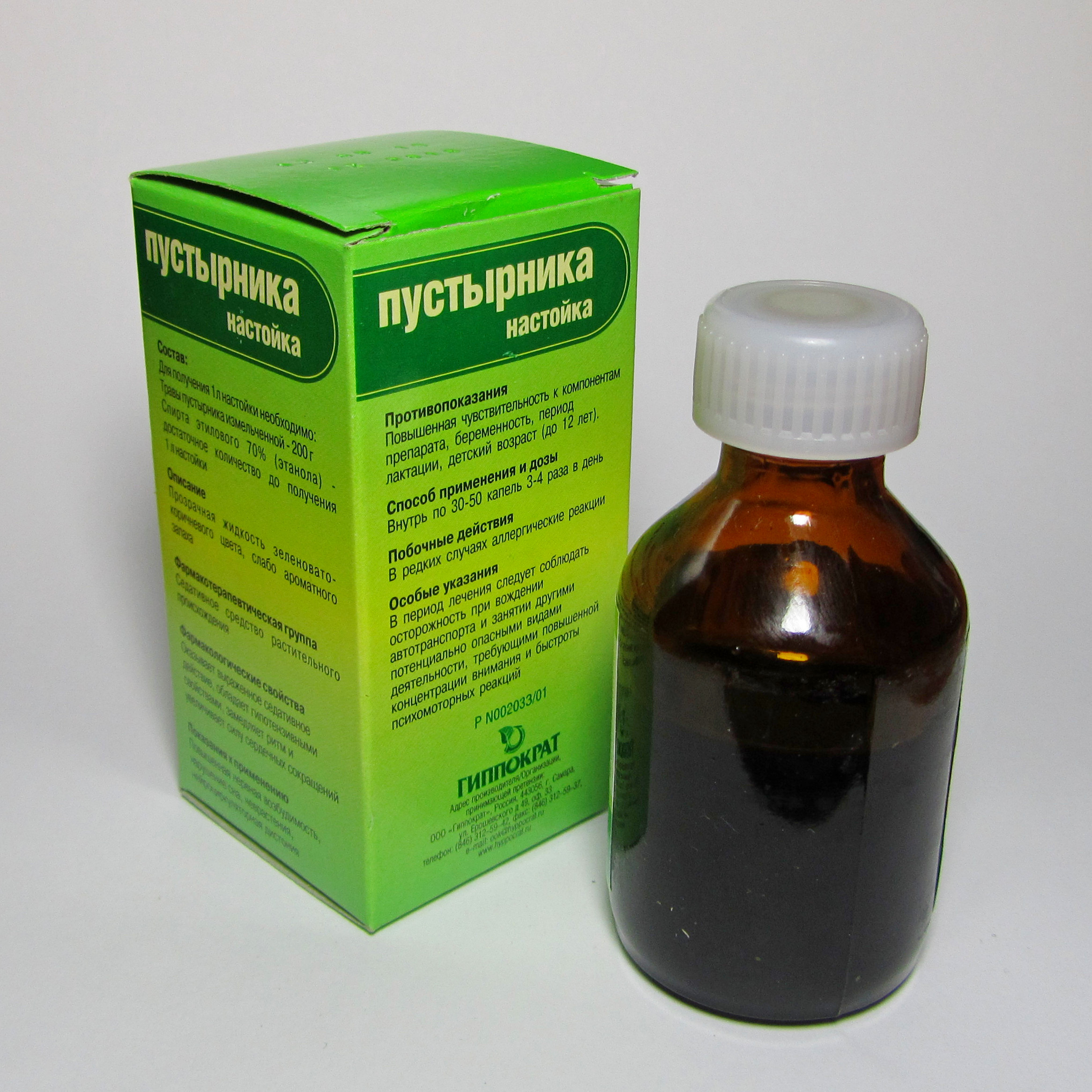
Настойка пустырника

Трава пустырника, также пустырника трава (лат. Herba Leonuri, Leonuri herba), — собранная в начале цветения и высушенная «трава» (верхние части стеблей длиной до 40 см с листьями, цветками, бутонами и незрелыми плодами) дикорастущих либо культивируемых многолетних травянистых растений, относящихся к двум видам рода пустырник (Leonurus) семейства яснотковые (Lamiaceae):
- Leonurus quinquilobatus Gilib. — пустырник пятилопастный [syn.  Leonurus villosus Desf. — пустырник мохнатый].
- Leonurus cardiaca L. — пустырник сердечный, или пустырник обыкновенный[1].

Трава пустырника включена в Государственную фармакопею Российской Федерации (XIII издание, 2015) в список лекарственного растительного сырья. Трава пустырника после сбора измельчается, затем сушится. Высушенная трава может поступать в аптеки в упакованном виде (в форме либо измельчённого сырья, либо фильтр-пакетов), а может подвергаться дополнительной переработке
Содержит эфирное масло, сапонины, дубильные вещества, алкалоиды.
По характеру действия препараты пустырника близки к препаратам валерианы. Хотя пустырник имеет лишь крохотный успокаивающий эффект, его традиционно используют в качестве успокаивающего средства при невротических расстройствах различной природы, в том числе связанных с нарушениями сна, на начальной стадии артериальной гипертензии. Назначают в виде настоя (15 г травы на 1 стакан воды, принимают по 1 столовой ложке 3—4 раза в день до еды), настойки или экстракта (иногда в сочетании с препаратами валерианы).